# Yun Suk-young
Yun Suk-young (ur. 13 lutego 1990 w Suwon) – południowokoreański piłkarz występujący na pozycji obrońcy w angielskim klubie Queens Park Rangers oraz w reprezentacji Korei Południowej. Znalazł się w kadrze na Mistrzostwa Świata 2014.